# Růžovský vrch
Růžovský vrch (pol. Różowa Góra, niem. Rosenberg) – góra 619 m n.p.m. w Czechach.
Góra w północnych Czechach, w środkowo-południowej części Wyżyny Dieczyńskiej (czes. Děčínská vrchovina), na obszarze Parku Narodowego Czeska Szwajcaria czes. NP České Švýcarsko, około 8 km na południowy wschód od miasta Hřensko i około 2 km na północny zachód od wsi Srbská Kamenice. Według czeskiego podziału wzniesienie należy do Krušnohorské subprovincie.
Jest to charakterystyczne wzniesienie, o powulkanicznych kształtach, w formie stożka, zbudowane ze skały wylewnej, o ostro zakończonej części szczytowej, i stromych zboczach, z wyraźnie zaznaczonymi wierzchołkiem. Jest najokazalszą górą bazaltową Czeskiej Szwajcarii oraz dominantą jej południowo-wschodniej części. Pomimo niedużej wysokości bezwzględnej szczyt wznosi się ponad położony wokół teren o 280 m i jest widoczny z daleka jako odosobniony duży stożkowy masyw, w całości porośnięty lasem mieszanym z przewagą buka. Środek góry stanowi bazaltowa żyła, która w środkowym trzeciorzędzie w czasie działalności wulkanicznej przeniknęła jako magma przez górnokredową piaskowcową płytę. Ta wulkaniczna kopuła wewnątrz płyty piaskowcowej podczas erozji została odkryta zwłaszcza w wierzchołkowej części, gdzie została odsłonięta powierzchnia z typową dla bazaltu słupową podzielnością. Najbardziej znanym miejscem z sześciobocznymi słupami bazaltowymi jest miejsce zwane Ledová studánka. U podnóża góry w bazaltowej skale utworzyły się głębokie rozpadliny, w których do połowy lata zalega śnieg. Stożkowe zbocza góry pokrywa czwartorzędowy nadkład oraz gruz bazaltowy. Ze względu na ścisłą ochronę roślinności wilgociolubnej i ciepłolubnej cała góra leży w granicach Rezerwatu przyrody Růžák czes. NPR Růžák.

## Historia
Góra ze względu na położenie i daleki zasięg widoczności ze szczytu, pełniła strategiczną rolę. Strategiczne położenie wykorzystano podczas wojen napoleońskich lokując na szczycie wojskowy punkt obserwacyjny. Na polecenie księcia Edmunda Clary-Aldringena na wierzchołku góry rozpoczęto budowę drewnianej wieży widokowej o wysokości 14 m, którą ukończono 29 kwietnia 1881 r. Rok później u jej stóp postawiono restaurację. Towarzystwo górskie wyznaczyło i zbudowało szlaki dojściowe oraz ustaliło punkty widokowe. Podczas burzy wieża została uszkodzona uderzeniem pioruna. Na jej miejscu 4 czerwca 1893 r. została wybudowana przez miejscowego cieślę Thieleho nowa, sześcioboczna wieża drewniana, o wysokości 24 m. Wieżę tę w 1903 r. zniszczyła wichura. W 1904 roku udostępniono trzecią wieżę, również drewnianą, o wysokości 18 m. W 1931 roku w czasie pożaru spłonęła restauracja, a wieża widokowa uległa poważnemu uszkodzeniu, co było powodem jej rozbiórki. Pozostałości obu obiektów są widoczne na wierzchołku do chwili obecnej. 13 kwietnia 1902 r. w Varnsdorfie towarzystwa górskie z obszaru Łużyc zadecydowały o utworzeniu trasy z Ještědu na Růžovský vrch.

## Turystyka
Wschodnim zboczem góry prowadzi szlak turystyczny
- żółty – prowadzący Srbská Kamenice do Hřensko od szlaku odchodzi odnoga prowadząca na szczyt.